# Hong Hu
Hong Hu (chiń. 洪虎; ur. w czerwcu 1940 w powiecie Jinzhai w prow. Anhui) – chiński działacz państwowy.

## Życiorys
Studiował inżynierię chemiczną w Pekińskim Instytucie Technologicznym, który ukończył w 1963. Po studiach podjął pracę zawodową w przemyśle, w 1965 roku wstąpił do Komunistycznej Partii Chin. Pełnił szereg funkcji kierowniczych w przemyśle lokalnych i krajowym, zajmując jednocześnie ważne stanowiska w hierarchii partyjnej. Od 1991 do 1998 roku był wicedyrektorem Państwowej Komisji Restrukturyzacji Gospodarki. W latach 1992–2007 członek Komitetu Centralnego KPCh, do 1997 roku także jako członek Centralnej Komisji Dyscypliny Partyjnej.
W latach 1998–2004 członek Komitetu Prowincjonalnego KPCh prowincji Jilin. W 1998 roku wybrany wicegubernatorem i p.o. gubernatora prowincji Jilin, rok później gubernatorem. W październiku 2004 roku zrezygnował z funkcji gubernatora, zastąpił go Wang Min. Od 2002 roku delegat do Ogólnochińskiego Zgromadzenia Przedstawicieli Ludowych, od 2005 roku jest wiceprzewodniczącym parlamentarnej Komisji Prawnej.